# Łysak szerokoblaszkowy

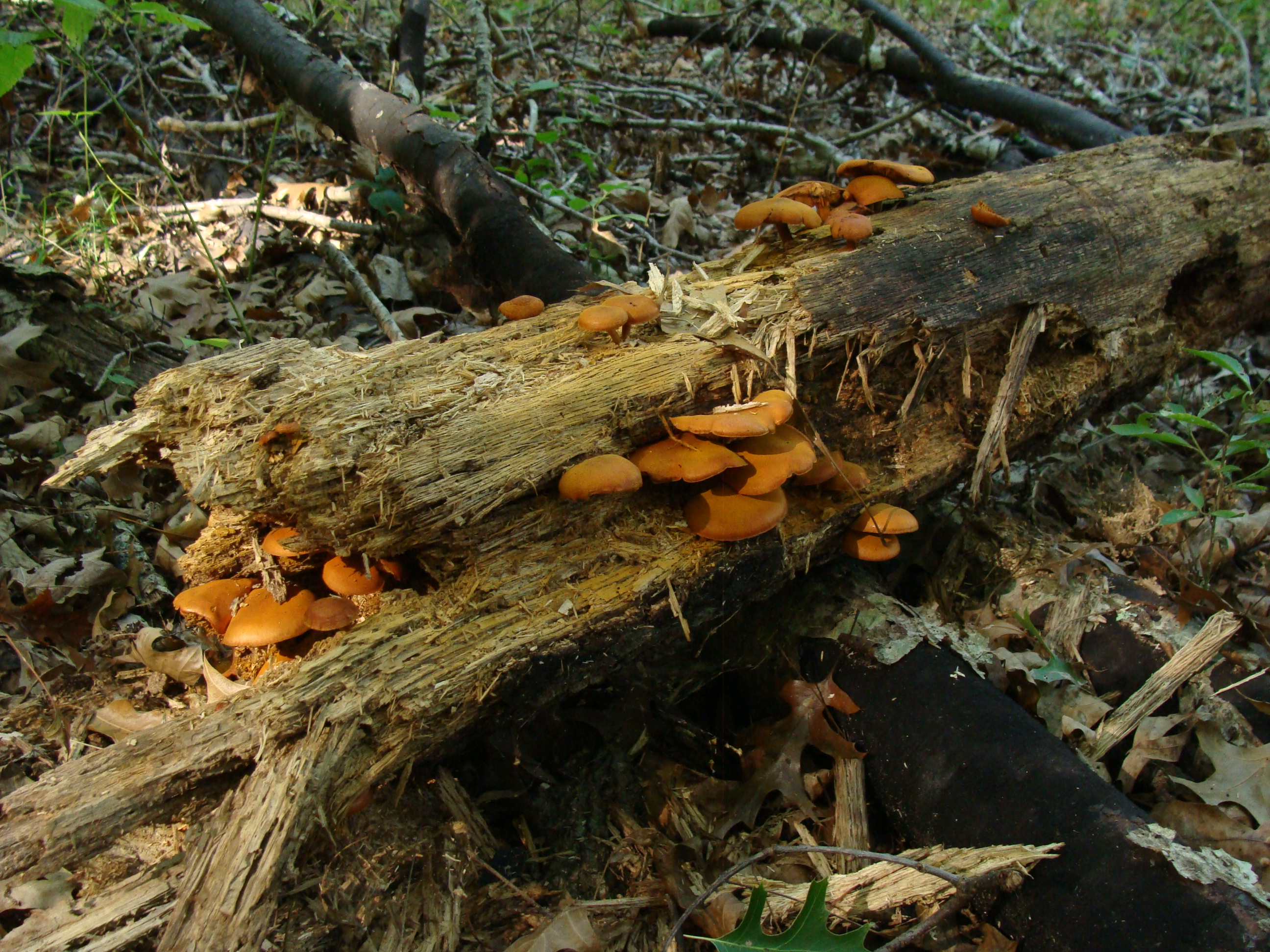
Owocniki łysaka szerokoblaszkowego na pniu

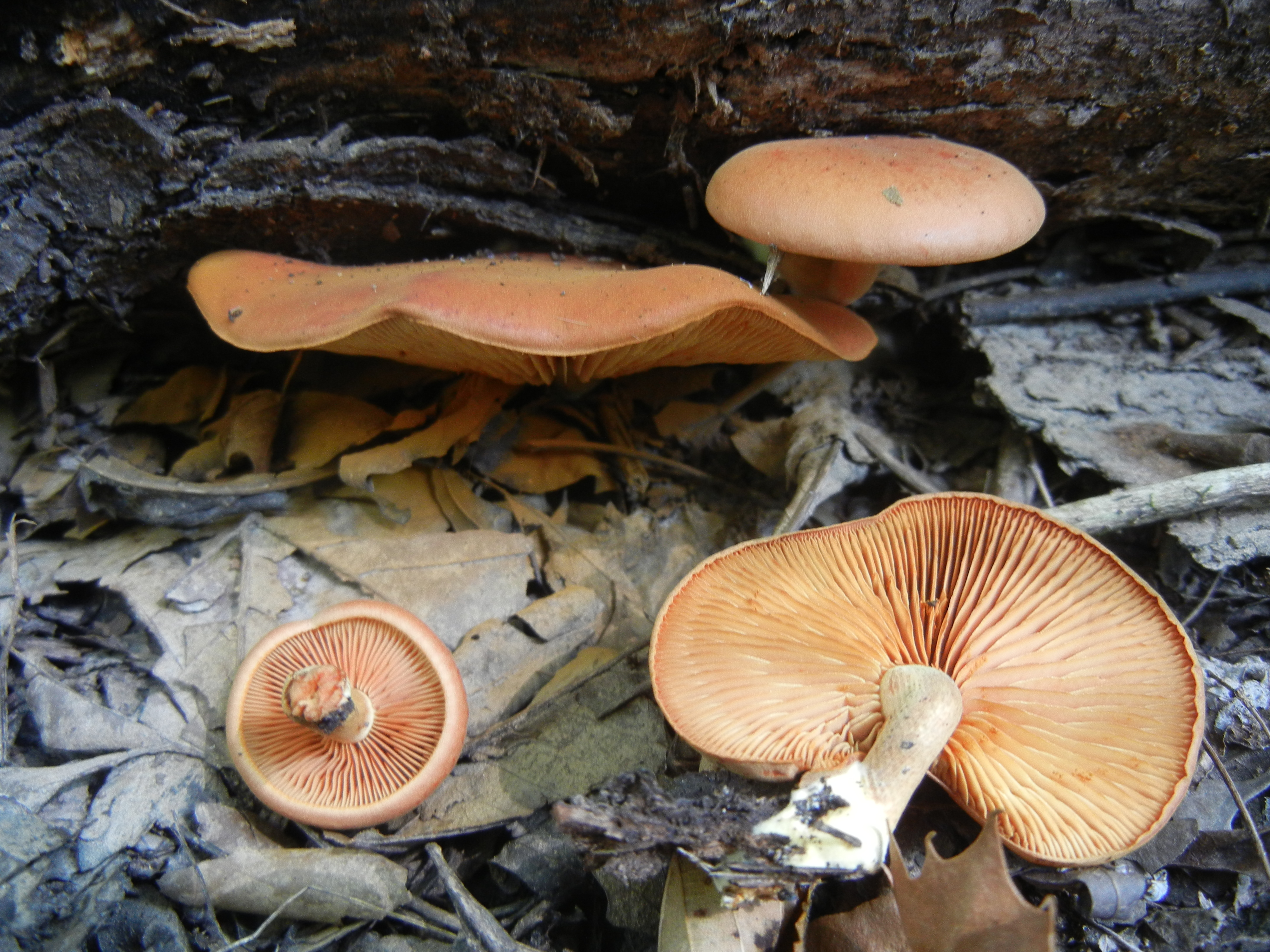

Łysak szerokoblaszkowy (Gymnopilus liquiritiae (Pers.) P. Karst.) – gatunek grzybów należący do rodziny podziemniczkowatych (Hymenogastraceae).

## Systematyka i nazewnictwo
Pozycja w klasyfikacji według Index Fungorum: Gymnopilus, Strophariaceae, Agaricales, Agaricomycetidae, Agaricomycetes, Agaricomycotina, Basidiomycota, Fungi.
Po raz pierwszy takson ten zdiagnozował w 1801 r. Christiaan Hendrik Persoon, nadając mu nazwę Agaricus liquiritiae. Obecną nazwę nadał mu w 1879 r. Petter Adolf Karsten Niektóre synonimy:
- Agaricus liquiritiae Pers. 1801
- Agaricus liquiritiae Pers. 1801 subsp. liquiritiae
- Flammula liquiritiae (Pers.) P. Kumm. 1871
- Fulvidula liquiritiae (Pers.) Romagn. 1937
- Gymnopilus liquiritiae (Pers.) P. Karst. 1879 var. liquiritiae

Nazwę polską podał Władysław Wojewoda w 1999 r. W polskim piśmiennictwie mykologicznym gatunek ten opisywany był też jako skórzak słodkogorzki i płomiennica szerokoblaszkowa.

## Morfologia
Kapelusz
Średnica 2–8 cm, początkowo wypukły, czasami nieco dzwonkowaty, później płaski. Powierzchnia sucha, gładka, w kolorze od pomarańczowego do rdzawobrązowego. KOH barwi go na ciemnoczerwono.
Blaszki
Przyrośnięte, dość gęste i stłoczone, początkowo żółtawe lub jasnopomarańczowe, później czerwonawe z brązowymi plamami.
Trzon
Wysokość 3–7 cm, grubość 3–8 mm, mniej więcej walcowaty, czasami zwężający się na obydwu końcach. Czasami wyrasta niecentrycznie. Powierzchnia gładka lub drobnowłóknista o barwie od białawej do jasnopomarańczowej, tylko podstawa trzonu rdzawobrązowa.
Miąższ
Podobnej barwy jak kapelusz. Smak bardzo gorzki, zapach słaby, przypominający nieco zapach ziemniaków.
Cechy mikroskopowe
Zarodniki eliptyczne, pokryte bardzo drobnymi kolcami, dekstrynoidalne, o rozmiarach 7–8,5 × 4–5,5 μm. Cheilocystydy i pleurocystydy o różnym kształcie i rozmiarach 20–40 μm. Kaulocystydy mają długość do 50 μm i wyrastają pęczkami.
Gatunki podobne
Łysak plamistoblaszkowy jest morfologicznie trudny do odróżnienia od innych gatunków łysaków. Różni się od nich całkowitym brakiem resztek osłony, pewne jednak odróżnienie go od innych gatunków tego rodzaju możliwe jest tylko badaniami mikroskopowymi. Jan Holec sprawdził zarówno cechy makro, jak i mikro okazów opisywanych jako łysak szerokoblaszkowy i stwierdził, że praktycznie niczym nie odróżniają się one od łysaka ciemnotrzonowego Gymnopilus picreus. Według Jana Holca łysak ciemnotrzonowy G. liquiritiae powinien być uznany za synonim G. picreus.

## Występowanie
Występuje w Ameryce Północnej oraz w Europie. Występuje również w Polsce, ale jego rozprzestrzenienie nie jest znane.
Rośnie w lasach iglastych, liściastych i mieszanych, na martwym drewnie; na pniach, opadłych gałęziach i kawałkach drzewa. W Ameryce Północnej jest szeroko rozprzestrzeniony, przy czym w północnych i zachodnich regionach kontynentu częściej występuje na drewnie iglastym, w południowych na drewnie liściastym.

## Znaczenie
Saprotrof, grzyb niejadalny.